# Lophiotoma verticala
Lophiotoma verticala é uma espécie de gastrópode do gênero Lophiotoma, pertencente a família Turridae.